# Akademické mistrovství Evropy ve sportovním lezení 2017
Akademické mistrovství Evropy ve sportovním lezení 2017 (Mistrovství Evropy univerzit) se uskutečnilo 25.-28. července v chorvatském Splitu, lezlo zde 38 studentů a 23 studentek.
AkME 2017 se zúčastnili také někteří přední lezci a lezkyně světového poháru. Nejvíce medailí získali studenti z Ruska, Spojeného království a Belgie, domácí závodníci medaile nezískali. Slovinka Ajda Remškar závodila za univerzitu v Edinburghu.
V roce 2017 proběhlo také Mistrovství Evropy ve sportovním lezení, Mistrovství Evropy juniorů ve sportovním lezení a Akademické mistrovství České republiky ve sportovním lezení, v roce 2018 se bude konat druhé Akademické mistrovství světa ve sportovním lezení.

## Průběh závodů
V lezení na obtížnost se závodníci postupně vystřídali ve dvou kvalifikačních cestách, do finále s jednou závodní cestou postoupilo 11 nejlepších závodníků (od posledního k nejlepšímu). Bodovaným kritériem byl nejvyšší (po dobu dvou sekund) dosažený chyt, případně další pohyb z chytu.
V lezení na rychlost rozhodly nejlepší časy v kvalifikaci na standardní cestě o pořadí závodníků do osmifinálového vyřazovacího pavouka dvojic, ve finále se ještě rozhodovalo o prvním a třetím místě. Nejlepšího času na prvním ročníku 3.71 sekundy (/10m) dosáhl ruský lezec Stanislav Kokorin.
Kvalifikace v boulderingu proběhla na závodních profilech, kde se bodoval počet pokusů na Top a počet pokusů na bonusovou zónu.

### Češi na AkME
Mistrovství se zúčastnili studenti Masarykovy univerzity v Brně, v závěsu za medailisty se umístila ve všech třech disciplínách Andrea Pokorná, rychlostní lezec Petr Burian získal dobré umístění jen ve své disciplíně, kde skončil pátý. V hodnocení univerzit skončili čeští lezci na osmém děleném místě

### Výsledky
| obtížnost              | obtížnost               | rychlost             | rychlost               | bouldering           | bouldering         |
| ---------------------- | ----------------------- | -------------------- | ---------------------- | -------------------- | ------------------ |
| muži                   | ženy                    | muži                 | ženy                   | muži                 | ženy               |
| 1. Simon Lorenzi       | 1. Jennifer Wood        | 1. Alexandr Šikov    | 1. Julija Kaplinová    | 1. Alexandr Šikov    | 1. Ajda Remškar    |
| 2. Sébastien Berthe    | 2. Aniek Lith           | 2. Artem Savelyev    | 2. Anna Cyganovová     | 2. Simon Lorenzi     | 2. Jennifer Wood   |
| 3. Igor Fojcik         | 3. Ajda Remškar         | 3. Semen Chesnokov   | 3. Darja Kanová        | 3. Sébastien Berthe  | 3. Darja Kanová    |
|                        |                         |                      |                        |                      |                    |
| 4. Artem Savelyev      | 4. Darja Kanová         | 4. Borna Čujić       | 4. Nina Lach           | 4. Borna Čujić       | 4. Anna Cyganovová |
| 5. Semen Chesnokov     | 5. Andrea Pokorná       | 5. Petr Burian       | 5. Svetlana Motovilova | 5. Artem Savelyev    | 5. Barbara Gilic   |
| 6. Thomas Salakenos    | 6. Nina Lach            | 6. Thomas Lach       | 6. Julija Levočkinová  | 6. Semen Chesnokov   | 6. Karolina Oska   |
| 7. Nikola Kramaric     | 7. Anna Cyganovová      | 7. Jacek Kaczanowski | 7. Ajda Remškar        | 7. Igor Fojcik       | 7. Andrea Pokorná  |
| 8. Thomas Lach         | 8. Julija Kaplinová     | 8. Igor Fojcik       | 8. Andrea Pokorná      | 8. Tamas Farkas      | 8. Nina Lach       |
| 9. Lukas Schreilechner | 9. Karolina Oska        | 9. Connor Byrne      | 9. Jennifer Wood       | 9. Thomas Lach       | 9. Anna Bychek     |
| 10. Tamas Farkas       | 10. Svetlana Motovilova | 10. Simon Lorenzi    | 10. Anna Bychek        | 10. Thomas Salakenos | 10. Olga Weber     |
|                        |                         |                      |                        |                      |                    |
| 30. Petr Burian        | —                       | —                    | —                      | 34.-35. Petr Burian  | —                  |
| 11 finalistů           | 11 finalistek           | 16 finalistů         | 16 finalistek          | ? finalistů          | ? finalistek       |
| 32 mužů                | 23 žen                  | 24 mužů              | 19 žen                 | 36 mužů              | 22 žen             |

### List vítězů
| Super Kombinace | Alexandr Šikov — Industrial University of Tyumen | Ajda Remškar — University of Edinburgh             |
| Kombinace       | Simon Lorenzi — Catholic University of Louvain   | Jennifer Wood — University of Sheffield            |
| Obtížnost       | Simon Lorenzi — Catholic University of Louvain   | Jennifer Wood — University of Sheffield            |
| Rychlost        | Alexandr Šikov — Industrial University of Tyumen | Julija Kaplinová — Industrial University of Tyumen |
| Bouldering      | Alexandr Šikov — Industrial University of Tyumen | Ajda Remškar — University of Edinburgh             |

### Pořadí univerzit
| Poř. | Univerzita                                      | Obtížnost | Rychlost | Bouldering | Celkem |
| ---- | ----------------------------------------------- | --------- | -------- | ---------- | ------ |
| 1.   | Industrial University of Tyumen                 | 150       | 280      | 216        | 646    |
| 2.   | Catholic University of Louvain                  | 227       | 76       | 179        | 482    |
| 3.   | Siberian Federal University                     | 125       | 192      | 139        | 456    |
| 4.   | University of Sheffield                         | 149       | 105      | 124        | 378    |
| 5.   | AGH University of Science and Technology        | 136       | 107      | 124        | 367    |
| 6.   | University of Graz                              | 87        | 102      | 77         | 266    |
| 7.   | University of Edinburgh                         | 65        | 43       | 100        | 208    |
| 8.   | Masarykova univerzita                           | 52        | 91       | 44         | 187    |
| 8.   | University of Split                             | 75        | 28       | 84         | 187    |
| 10.  | University of Wageningen                        | 106       | 20       | 38         | 164    |
| 11.  | Budapest University of Technology and Economics | 54        | 35       | 64         | 153    |
| 12.  | University of Zagreb                            | 28        | 55       | 60         | 143    |
| 13.  | University of Helsinki                          | 42        | 36       | 46         | 124    |
| 14.  | Montan University Leoben                        | 59        | 0        | 55         | 114    |
| 15.  | Nova University of Lisbon                       | 32        | 28       | 31         | 91     |
| 16.  | University of Porto                             | 27        | 48       | 10         | 85     |
| 17.  | Akdeniz University                              | 32        | 0        | 46         | 78     |
| 18.  | University of Minho                             | 13        | 30       | 14         | 57     |
| 19.  | Polytechnic Institute of Porto                  | 1         | 0        | 11         | 12     |